# Frithia humilis
Frithia humilis és una espècie de planta amb flors de la família de les aïzoàcies (Aizoaceae).

## Descripció
Aquesta petita planta suculenta consisteix en un grup de fulles llargues i suculentes que sobresurten just per sobre de la grava sorrenca, amb un rizoma subterrani engrossit. Les fulles perden aigua i es contrauen durant la sequera, amagant-se sota terra i evitant així així més pèrdues d'aigua.

## Distribució i hàbitat
Frithia humilis és un dels pocs membres de les aïzoàcies que creixen endèmicament a la regió de pluja estival de Sud-àfrica.
Aquesta espècie està restringida a dues províncies sud-africanes: Gauteng i Mpumalanga.

## Taxonomia
Frithia humilis va ser descrita per Priscilla M. Burgoyne i publicat a Bothalia 30: 1. 2000.
Etimologia
Frithia: nom en honor del jardiner de Johannesburg Frank Frith, que va mostrar exemplars a N.E. Brown, botànic de Kew Gardens, mentre estava de visita a Londres, Regne Unit, el 1925.
humilis: epítet llatí que significa "baix", "humil", "petit", "lleuger".